# Trianon-traktaten
Trianon-traktaten eller fredsaftalen i Trianon er en fredstraktat undertegnet den 4. juni 1920 på Grand Trianon i Versailles i Frankrig mellem de allierede og tilsluttede magter på den ene side, og Ungarn på den anden. Traktaten regulerede grænserne for de stater, som afløste det tidligere ungarske kongedømme, dele af det førkrigs Østrig-Ungarn efter 1. verdenskrig. De sejrende parter bag traktaten omfattede «de allierede magter» (USA, Storbritannien, Frankrig, Italien og Japan) og de mindre, tilsluttede magter, som nød godt af de territoriale efterkrigsforandringer: Kongeriget Rumænien, Kongeriget af Serber, Kroater og Slovener og Tjekkoslovakiet. Den tabende part var Ungarn, siden Østrig-Ungarn som var gået i opløsning. Ved freden mistede Ungarn 70% af sit hidtidige territorium, som havde strakt sig fra Trieste og næsten til Bukarest.

## Forspil om Ungarns grænser
Ungarn proklamerede sin uafhængighed fra Østrig den 16. november 1918. Våbenhvilen i november-december 1918 havde defineret Ungarns midlertidige grænser. Nu manglede disse lande:
- Den del af Transsylvanien, som lå syd for floden Maros og øst for floden Szamos, som kom under kontrol af Rumænien ved indgåelsen af den våbenhvile-aftale, som blev undertegnet i Beograd den 13. november 1918. Den 1. december 1918, erklærede nationalforsamlingen for rumænerne i Transilvanien sig i union med kongeriget Rumænien.
- Kroatien-Slavonien, Vojvodina, og Bosnien og Hercegovina, som sluttede sig til det nyligt oprettede kongedømme af serbere, kroater og slovener sammen med byerne Pécs, Mohács, Baja og Szigetvár (våbenhvileaftalen undertegnet i Beograd den 13. november 1918). Siden den officielle internationale anerkendelse af et kongerige af serbere, kroater og slovener i 1919 havde våbenhvilelinjen karakter af en midlertidig international grænse, indtil Trianon-traktaten blev undertegnet.
- Slovakiet, som blev en del af Tjekkoslovakiet (status quo bestemt af den tjekkoslovakiske liga og godtaget af ententen den 25. november 1918.
- Byen Fiume (Rijeka), som blev genstand for en tvist mellem Italien og Det serbiske, kroatiske og slovenske kongedømme.

Efter den rumænske hær var rykket frem over våbenhvilelinjen, spurgte ententemagterne, om Ungarn kunne anerkende den nye linje langs floden Tisza. Lederne i Den første ungarske republik gik af og kommunisterne greb magten. Den Ungarske sovjet republik blev dannet og en ny Ungarns røde hær blev hurtigt organiseret. Til at begynde med havde hæren medgang mod de tjekkoslovakiske legioner og gjorde det muligt for Ungarn næsten at nå det tidligere Galicien (den polske grænse) og dermed slå en kile ind mellem de tjekkoslovakiske og rumænske tropper.
Efter en ungarsk-tjekkoslovakisk våbenhvile, som blev undertegnet den 1. juli 1919, havde den ungarske røde hær forladt Slovakiet, fordi ententemagterne havde lovet at invitere en ungarsk delegation til fredskonferencen i Versailles. Imidlertid angreb den rumænske hær floden Tiszla den 4. august 1919 og den ungarske røde hær faldt hurtigt sammen. Den kongelige rumænske hær marcherede ind i Budapest den 14. august 1919.
Entente-magterne genrejste den ungarske stat og hjalp admiral Horthy til magten i november 1919. Den 1. december 1919 blev den ungarske delegation officielt inviteret til fredskonferencen i Versailles. Imidlertid var de ungarske grænser nærmest fastlagt uden ungarerne.

## Følgerne af traktaten
De endelige grænser for Ungarn blev bestemt i Trianon-traktaten, som blev undertegnet den 4. juni 1920. Ved siden af de tidligere nævnte landområder var disse undtaget:
- resten af Transilvanien sammen med det tidligere Østungarn, som blev en del af Rumænien,
- Rutenien ved Karpaterne, som blev en del af Tjekkoslovakiet i overensstemmelse med Saint-Germain-traktaten fra 1919,
- Størstedelen af Burgenland, som blev en del af Østrig, også i overensstemmelse med Saint-Germain-traktaten fra 1919; Sopron-distriktet valgte at forblive sammen med Ungarn efter, at folkeafstemningen i Sopron i december 1921 havde medført et flertal på ca. to tredjedele for forbliven i Ungarn (det var det eneste sted i hele beslutningsprocessen, hvor det blev tilladt at gennemføre en folkeafstemning),
- Međimurje og Prekmurje, som blev en del af Kongedømmet af serbere, kroater og slovener.

Ved Trianon-traktaten blev byerne Pécs, Mohács, Baja og Szigetvár, som var under jugoslavisk administration, i november 1918 indlemmede i Ungarn.
En voldgiftsdomstol overdrog i 1920 en mindre del af de nordlige amter Árva og Szsepes i det ungarske kongedømme med et polsk befolkningsflertal til Polen.
Kongedømmet Ungarn blev efter Trianon-traktaten reduceret fra 20,8 millioner til syv millioner indbyggere, og landområderne blev reduceret med 72%.
Efter 1918 havde Ungarn ikke direkte adgang til havet, som i over 800 år. (Ved den kroatiske kyst og havnebyen Fiume.

### Demografiske følger
Ved folketællingen af 1910 var den største befolkningsgruppe i det ungarske kongedømme madjarerne (i almindelighed kaldet ungarere) med omtrent 48% af hele befolkningen (eller 54% af befolkningen i det landområde, der kaldes det egentlige Ungarn, det vil sige undtaget Kroatien-Slavonien). Det ungarske kongedømme var ikke en nationalstat som mange vestlige europæiske nationer. 
Nogen demografer mener, at folketællingen fra 1910 overvurderede madjarenes befolkningsandel, idet de hævder, at resultatet afveg fra tidligere og senere folketællinger i de nye stater. Et andet problem med at tolke resultaterne af folketællingerne var, at folketællingen fra 1910 ikke medtog de enkelte registreredes etniske tilhørsforhold, men kun det mest brugte sprog og religion. 1910-folketællingen afspejlede derfor først og fremmest antallet af brugere af de forskellige sprog, hvilket ikke nødvendigvis  modsvarede den etniske befolkningssammensætning.
Selv om de landområder i det tidligere ungarske kongedømme, som blev afstået til nabolandene ved traktaten, havde en befolkningsovervægt af ikke-madjarer, havde de også betydelige madjarske minoriteter, totalt 3.318.000 som fordelte sig således:
Antallet madjarer i de ulige områder efter folketællingen i 1910.
- I Slovakiet: 885.000 – 30%
- I Transsilvanien (Rumænien): 1.662.000 – 32%
- I Vojvodina (Serbien): 420.000 – 28%
- I Transkarpatien (Ukraine): 183.000 – 30%
- I Kroatien: 121.000 – 3.5%
- I Slovenien: 20.000 – 1.6%
- I Burgenland (Østrig): 26.200 – 9%

Befolkningen i de nævnte landområder baseres på tal fra folketællingen fra 1910:
- I Slovakiet (Tjekkoslovakiet): 1.687.977 Slovakker og 1.233.454 andre (for de meste ungarere – 886.044, tyskere, ruteniere og romani) [i følge folketællingen fra 1921 var der imidlertid 1.941.942 slovakker og 1.058.928 andre]
- I karpatisk Rutenien (Tjekkoslovakiet): 330.010 ruteniere og 275.932 andre (for det meste ungarer, tyskere, rumenere, og slovaker)
- I Transsilvanien (Rumænien): 2.829.454 rumænere og 2.428.300 andre (for det meste ungarere og tyskere)
- I Vojvodina og Kroatien-Slavonien (Jugoslavien): 2.756.000 Serbo-Kroater og 1.366.000 andre (for det meste ungarere og tyskere)
- I Burgenland (Østrig): 217.072 tyskere og 69.858 andre (for det meste kroater og ungarere)

### Minoriteter i Ungarn efter Trianon-traktaten
På den anden side havde et anseligt antal andre nationaliteter forblevet inden for grænserne for det nye Ungarn:
Ifølge folketællingen fra 1920 havde 10.4 % af befolkningen minoritetssprog som modersmål:
- 551 211 tysk (6.9 %)
- 141 882 slovakisk (1.8 %)
- 23 760 rumænsk (0.3 %)
- 36 858 kroatisk (0.5 %)
- 17 131 serbisk (0.2 %)
- 23 228 andre syd-slaviske dialekter, hovedsagelig bunjevisk and šokakisk (0.3 %)

Antallet tosprogede var langt højere. For eksempel talte 1.398.729 mennesker tysk (17%), 399.176 slovakisk (5%), 179.928 serbo-kroatisk (2,2%) og 88&.828 rumænsk (1,1%). Ungarsk blev brugt af 96% af den totale befolkning og var modersmålet for 89%.
I de næste tiår sank både andelen og det absolutte antal af ikke-madjarske minoriteter til trods for, at det totale antal indbyggere voksede. Tosprogligheden var også ved at forsvinde. Hovedårsagen til denne proces var spontan assimilering og statens ungariserings-politik. I de områder, som var omfattede af Trianon-traktaten, udgjorde minoriteterne 8% i 1930 og 7% i 1941.
Efter den 2. verdenskrig blev omkring 200.000 tyskere deporterede til Tyskland i overensstemmelse med aftalen fra Potsdam-konferencen. Under den påtvungne bytte av befolkning mellem Tjekkoslovakiet og Ungarn forlod omkringt 73.000 slovakker Ungarn. Efter disse folkeforflytninger blev Ungarn langt på vej etnisk homogent bortset fra det hurtig voksende tallet på romani-folk (sigøjnere) i den andre halvdel af det 20. århundrede.

### Politiske konsekvenser
Officielt havde traktaten til hensigt at bekræfte nationernes selvbestemmelsesret samt at erstatte de gamle magtstrukturer med nationale stater. Efter århundreder med fremmedstyre ville på den ene side de fleste folkeslag i Østrig-Ungarn endelig opnå ret til selvbestemmelse og forenes med andre af samme nationalitet. På den anden side fremhævede andre, at efter århundreder med etnisk sameksistens og relativ velstand, ville områderne i det tidligere Østrig-Ungarn hovedsagelig blive mono-etniske lilleputstater. Andre hævder at det virkelig motivet bag traktaten heller var et forsøg på at svække en større centraleuropæisk magt. Sammenlignet med det habsburgske kongedømme Ungarn, havde det Ungarn, som fremstod efter Trianon-traktaten, en befolkning som var 60% mindre end sin oprindelige befolkning og dets rolle i regionen var betydelig svækket.
Mange af byerne i regionen, som havde en etnisk sammensat befolkning i det 19. århundrede, blev for det meste ensprogede eller dominerede af et enkelt sprog eller en enkelt kultur.
Grænserne efter Trianon-traktaten har været genstand for uenighed. Mens majoriteten i områderne, som havde været en del af det ungarske kongedømme, men som ikke blev en del af det selvstændige Ungarn efter fredsaftalen, blev befolket af ikke-ungarske majoriteter, var der også mange områder, som hovedsagelig var befolkede af ungarere, men som efter fredsaftalen ikke længere befandt sig inden for Ungarns grænser. Disse ungarsk-beboede områder inkluderede de nordøstlige dele af Transilvanien (Székelyföld) og nogen langs den rumænsk-ungarske grænse, sydlige dele af Slovakiet (Komárno), sydlige dele af karpatisk Ukraine, nordlige dele af Vojvodina med flere. Der blev ikke afholdt folkeafstemninger i nogen af disse områder, undtaget Sopron.
Fredsaftalen og konsekvenserne af den diskuteres endda i centraleuropisk politik. Behandlingen af etniske ungarske minoriteter som er blevet separerede fra moderlandet efter, at grænserne blev bestemt i traktaten, er endnu et centralt tema, måske særligt i Slovakiet og Rumænien.

### Andre konsekvenser
61% af de dyrkningsbare arealer, 88% af udnyttelsesbare skovarealer, 62% af jernbanerne, 64% af vejnettet, 83% af råjernproduktionen 55% af industrianlæggene og 67% af bankvæsenet i det tidligere ungarske kongedømme blev liggende inden for andre landes grænser. Rumænien, Jugoslavien og Tjekkoslovakiet måtte overtage dele af de finansielle forpligtelser i det tidligere ungarske kongedømme på vegne af de områder, som blev lagt under deres suverænitet.
Grænserne delte transportforbindelserne. I det ungarske kongedømme havde vej- og jernbanenettet en radial struktur med Budapest i centrum. I mange tilfælde lå veje og jernbaner langs de nye grænser med knudepunkter og forbindelseslinjer inden for nabostaterne.
Også til søs blev traktaten en katastrofe for Ungarn. Ved traktatens ikrafttræden overgik alle kystlinjer til nabolande, hvilket var med til at svække Ungarn betydeligt.
De militære betingelser modsvarede dem, som Tyskland blev pålagt i Versailles-traktaten. Den ungarske hær blev begrænset til 35.000 mand og værnepligt blev ikke tilladt. Det blev også bestemt, at jernbanenettet i Ungarn ikke skulle udbygges med mere end et spor pr. linje (ensporet jernbanenet).
Ungarn måtte også give afkald på alle privilegier i territorier uden for Europa, som havde tilhørt det tidligere Østrig-Ungarn.
Artikel 54-60 i traktaten kræver, at Ungarn skal anerkende rettigheder for nationale minoriteter inden for sine grænser.

## Efterspil
Ved hjælp af Tyskland og Italien udvidede Ungarn sine grænser mod nabostaterne ved udbruddet af 2. verdenskrig ved München-forliget (1938 og de to Wien-erstatninger i 1938 og i 1940, som fulgte opløsningen af Tjekkoslovakiet (okkupationen af de nordlige Karpater og det østlige Slovakiet), som blev fulgt af den tyske aggression mod Jugoslavien. Denne territoriale ekspansion blev kortlivet, da grænserne efter krigen, som man blev enige om i fredsforhandlingerne i Paris i 1947, var så at sige identiske med dem fra 1920 (dog med et mindre tab på to landsbyer, som blev afstået til Tjekkoslovakiet).